# Nadine Kleinert
Nadine Kleinert (Magdeburgo, Alemania, 20 de octubre de 1975) es una atleta alemana, especialista en la prueba de lanzamiento de peso, con la que ha llegado a ser subcampeona olímpica en 2004.

## Carrera deportiva
En el Mundial de Sevilla 1999 gana la medalla de plata —tras su compatriota la alemana Astrid Kumbernuss y por delante de la rusa Svetlana Krivelyova— con una marca de 19,61 metros, que fue su mejor marca hasta el momento. Igualmente el mundial de Edmonton 2001 y Berlín 2009 gana la plata, y en Osaka 2007 gana el bronce. 
Y en cuanto a sus éxitos en JJ. OO. en los de Atenas 2004 consigue la plata, tras la cubana Yumileidi Cumbá.